# Rory McCann
Rory McCann, född 24 april 1969 i Glasgow, Skottland, är en skotsk skådespelare. Han är mest känd för rollen som Sandor "The Hound" Clegane i TV-serien Game of Thrones. 

## Filmografi (i urval)

### Film
| År   | Titel                      | Roll                      | Anmärkning |
| ---- | -------------------------- | ------------------------- | ---------- |
| 2003 | Young Adam                 | Sam                       |            |
| 2004 | Alexander                  | Krateros                  |            |
| 2005 | Beowulf & Grendel          | Breca                     |            |
| 2006 | Sixty Six                  | Polisman                  |            |
| 2007 | Hot Fuzz                   | Michael "Lurch" Armstrong |            |
| 2009 | Solomon Kane               | McNess                    |            |
| 2010 | Clash of the Titans        | Belo                      |            |
| 2011 | Season of the Witch        | Befälhavare               |            |
| 2015 | Slow West                  | John Ross                 |            |
| 2017 | xXx: Return of Xander Cage | Tennyson Torch            |            |
| 2019 | Jumanji: The Next Level    | Jurgen the Brutal         |            |

### TV
| År        | Titel             | Roll                       | Anmärkning                |
| --------- | ----------------- | -------------------------- | ------------------------- |
| 2000      | Karl för sin kilt | Roger                      | Avsnitt 1x6               |
| 2003      | Den tredje makten | Stuart Brown               | Avsnitt 1x1               |
| 2006      | Shameless         | Father Critchon            | 2 avsnitt                 |
| 2008      | De stora krigarna | Attila                     | Avsnitt: "Attila the Hun" |
| 2011–2019 | Game of Thrones   | Sandor "The Hound" Clegane | 38 avsnitt                |